# Ship to Gaza

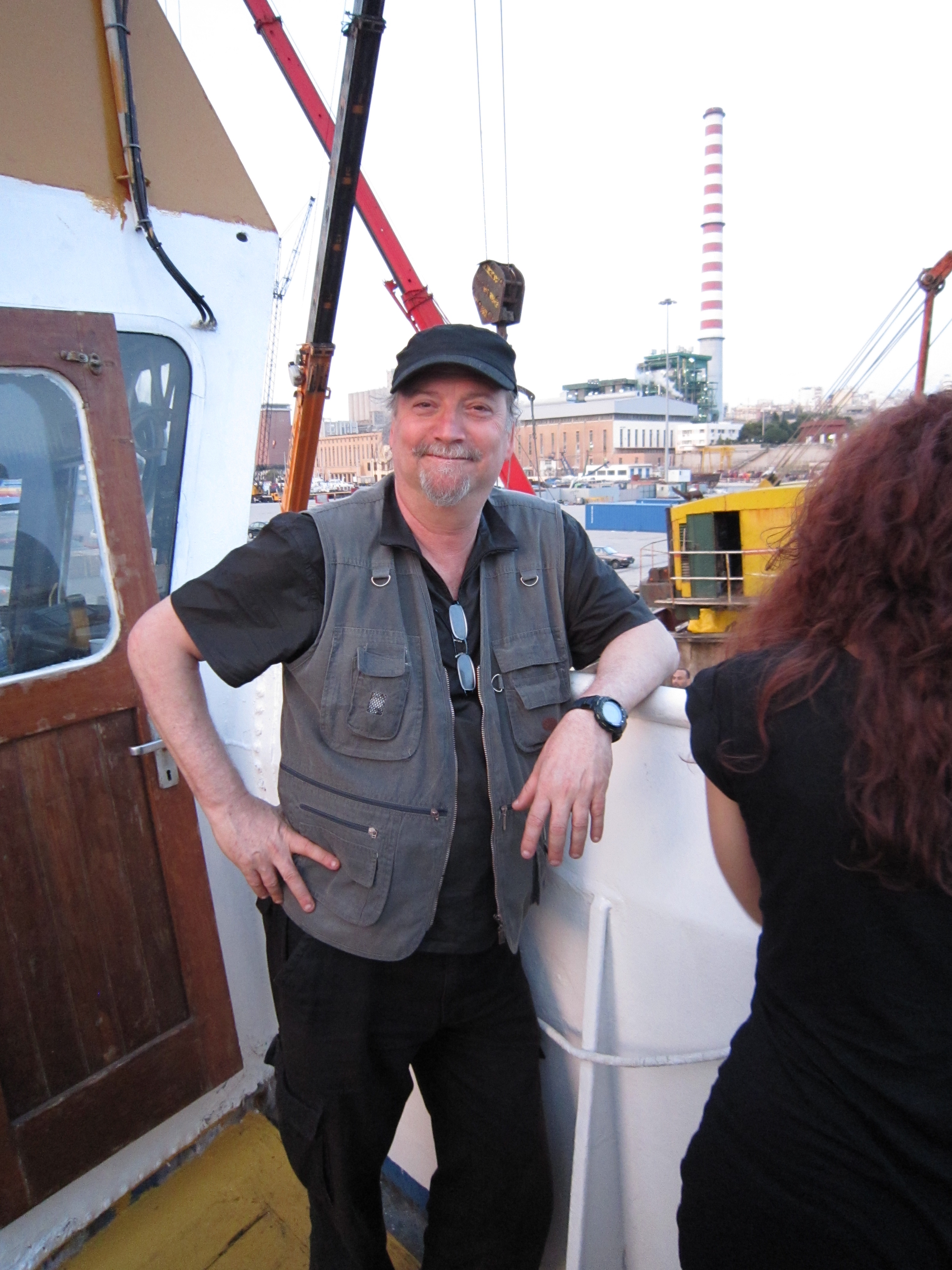
Föreningens språkrör Dror Feiler ombord på M/S Eleftheri Mesogeios den 24 maj 2010.

Ship to Gaza (svenskspråkig översättning: "Skepp till Gaza") är en svensk partipolitiskt och religiöst oberoende ideell förening, som avser att utrusta, bemanna och segla fartyg med humanitärt bistånd från Europa till Gazaremsan som en del av den internationella fartygskonvojen Frihetsflottan (Freedom Flotilla), i syfte att dels skapa internationell uppmärksamhet kring blockaden av Gaza, dels förse civilsamhället i Gaza med humanitärt bistånd.
Den första resan gjordes 2010 i samarbete med bland annat Free Gaza Movement och ledde till att den Israeliska flottan bordade konvojen och påföljande massiv internationell uppmärksamhet.

## Organisationen Ship to Gaza
Ship to Gaza är partipolitiskt oberoende. Sammanslutningen består både av personer och organisationer som vill verka för en ökad respekt för de mänskliga rättigheterna och den allmänna folkrätten. I organisationens ledning finns bland andra de två språkrören, konstnären och musikern Dror Feiler och religionshistorikern Mattias Gardell. Svenska Ship to Gazas officiella policy är att inte samarbeta med antisemitiska organisationer, men organisationen har ett samarbete med den turkiska välgörenhetsorganisationen IHH vars representanter enligt historiker vid Stockholms Universitet uttalat sig antisemitiskt.

## Aktionen 2010
Ship to Gaza sände i maj 2010 fartyget M/S Eleftheri Mesogeios (ex Sofia) med förnödenheter från norra Europa via hamnar i sydligare delar av Europa och Medelhavet mot Gaza. I hamnstäder som besöktes arrangerades opinionsbildande evenemang i samverkan med lokala organisationer.
Resan uppmärksammades i olika medier och organisationen har samlat in pengar för biståndsinsatsen genom stödkonserter, försäljning av sjömil och cement och andra arrangemang.
M/S Eleftheri Mesogeios anslöt sig som ett av åtta fartyg till konvojen Freedom Flotilla. Ombord fanns förutom språkrören bland andra författaren Henning Mankell, läkaren Henry Ascher,  Mehmet Kaplan (Muslimska mänskliga rättighetskommittén) och Ulf Carmesund (Socialdemokrater för tro och solidaritet).
Tidigt på morgonen den 31 maj 2010 bordades sex av fartygen på internationellt vatten av den israeliska flottan. Detta efter det att konvojen vägrat lyda uppmaningen från den israeliska militärledningen om kursändring till den israeliska hamnen Haifa. Israel hade tidigare meddelat att de inte tänkte låta fartygen komma fram till Gaza.
Under den israeliska bordningen dödades nio av passagerarna (som samtliga var av turkisk härkomst) samtidigt som dussintals skadades. Trots att en omfattande uppmärksamhet från medier och politiker internationellt följde, så greps besättning och passagerare av israelisk militär och fördes till fängelse i Israel. Därifrån utvisades de sedan.[källa behövs]

## Frihetsflottan 2011
I juni 2011 gjorde föreningen, tillsammans med omkring 15 andra organisationer från runt om i världen, ett nytt försök att nå Gaza med avsegling från hamnar i Grekland och Turkiet. Flottan kallades för Freedom Flotilla 2 (Frihetsflottan 2). Den har även gått under benämningen "Stay human", en referens till den italienska aktivisten Vittorio Arrigone(en) som mördades av en palestinsk salafistisk grupp i Gaza i april 2011. De båda staterna Grekland och Turkuet förvägrade fartygen avresa och två av fartygen utsattes för sabotage mot propelleraxlarna, och resan kunde inte genomföras
Bland de svenska passagerarna 2011 fanns bland andra:
- Jabar Amin (riksdagsledamot)
- Johannes Anyuru (poet)
- Henry Ascher (läkare)
- Mattias Gardell (professor vid Uppsala universitet)
- Mohammed Kharakki, styrelsemedlem år 2010[15] i Charta 2008, grundad av M Gardell. Mohammed Kharakki var ordförande för Sveriges Unga Muslimer år 2010.[16]
- Torbjörn Björlund (riksdagsledamot Vänsterpartiet)
- Maria-Pia Boëthius (författare och debattör)
- Erik Helgeson, (förtroendeman för Hamnarbetarförbundet i Göteborg)
- Stefan Jonsson (författare och professor i etnicitet vid Linköpings Universitet)
- Kalle Larsson (riksdagsledamot för Vänsterpartiet)
- Henning Mankell (författare)
- Dror Feiler (musiker och politiker i Vänsterpartiet[17])
- Evert Svensson (f d ordförande i Broderskapsrörelsen och ordförande i Svenska Palestinakommittén)
- Victoria Strand (läkare)
- Bo Harringer, regissör och filmproducent vid Göteborgs Universitet.

## Aktionen 2012
Inför aktionen 2012 valde föreningen att återgå till den ursprungliga planen och segla ett fartyg från Norden, via hamnar i Europa, till Gaza. Segelskonaren Estelle inköptes för ändamålet i Finland. Seglatsen mot Gaza inleddes den 26 juni 2012 i Umeå. Estelle ankom till Visby under den gångna Almedalsveckan. Sedan fortsatte färden mot Stockholm. Fartyget bordades av israelisk militär på internationellt vatten utanför Gaza den 20 oktober 2012 och bogserades till Ashdod i Israel, där aktivisterna ombord anklagades för att ha tagit sig in i Israel olagligt.
Bordningen av Estelle, samt tidigare israeliska attacker mot Ship to Gazas fartyg, polisanmäldes av föreningen den 19 november 2013. Den 26 juni 2014 meddelade kammaråklagare Henrik Attorps att en förundersökning skulle inledas.

## Gaza ark
Under 2014 planerade man att inte försöka segla till Gaza utan istället segla från Gaza med hantverk och jordbruksprodukter från Gaza. Projektet kallades Gaza ark. Den 30 april 2014 strax före fyra på morgonen fick vakten ombord en telefonvarning att båten skulle sprängas. Strax därefter exploderade en sprängladdning. Fartyget vattenfylldes och sjönk till hälften.. Organisationerna bakom aktionen sade då att man skulle reparera fartyget och att seglatsen bara försenats med ett antal månader. 
Fredagen den 11 juli totalförstördes dock arken då den låg upplagd på land i Gazas hamn. Fartyget träffades av en missil, troligen avfyrad från ett israeliskt krigsfartyg i vattnen utanför Gaza. 

## Efterspel
I en utredning från FN:s råd för mänskliga rättigheter som kom till massmedias kännedom den 22 september 2010 står det att "Uppförandet från Israels militär och annan personal mot passagerarna på flottan var inte bara oproportionerligt för tillfället, men visade också nivåer av totalt onödigt och ofattbart våld".
I den officiella FN-utredningen från 2010 står det att Israel hade rätt att borda skeppen på Internationellt vatten. Detta motsades dock av en annan FN-utredning från 2011 som kom fram till att den israeliska maritima blockaden är illegal enligt internationell lag  Även i den tidigare utredningen från 2010 får Israel hård kritik framförallt för hur aktionen genomfördes, men också för sin behandling av Ships to Gazas besättning och passagerare efteråt. Bordningen inleddes och genomfördes utan tillräckliga försök att använda fredliga medel. Följderna av israelernas våld vid övertagandet av Mavi Marmar betecknas som oacceptabla, och våldet hade inte utretts tillräckligt i Israels egen rapport. Projektet Ships to Gaza fick kritik för oansvarigt beteende då de försökte bryta blockaden och arrangörerna för att inte varna för risken för våld. Utredningen ifrågasätter inte deltagarnas genuina vilja att hjälpa befolkningen i Gaza, men anser att arrangörerna snarare strävade efter publicitet för saken än efter att konkret hjälpa.
Ship to Gaza och ett antal privatpersoner polisanmälde i februari 2014 fyra israeliska befälhavare för kapning, grovt rån, olaga frihetsberövande, grov misshandel, samt grovt olaga hot. Bland anmälarna finns Mattias Gardell, Victoria Strand, Edda Manga, Kim Soto Aguayo, Henning Mankell och Maria-Pia Boëthius. Anmälarna menar att förövarna inte har någon immunitet och att det är svensk lag som gäller eftersom brotten begåtts på internationellt vatten mot svenska medborgare. Polisanmälan avser attackerna på Ship to Gazas hjälpsändningar år 2010 och år 2012. De polisanmälda är Israels förre överbefälhavare Gabiel Ashkenazi, förre befälhavaren för israeliska flottan, Eliezer Marom, Israels nuvarande överbefälhavare Benny Gantz, samt nuvarande befälhavaren för israeliska flottan Ram Rothberg.